# Тюнин, Андрей Владимирович
Андре́й Влади́мирович Тю́нин (20 июня 1969, Садовое, Курганская область — 17 июня 2001, Аргун, Чечня) — оперативный сотрудник Управления Федеральной службы безопасности по Курганской области, командир штурмового подразделения в составе Объединенной Группировки Войск на Северном Кавказе, майор ФСБ России, Герой Российской Федерации.

## Биография
Андрей Владимирович Тюнин родился 20 июня 1969 года в селе Садовом Менщиковского сельсовета Кетовского района Курганской области, ныне село входит в Кетовский муниципальный округ той же области.
В 1976 году пошёл в 1-й класс Лесниковской средней школы, которую окончил в 1986 году. Поступил в Курганский сельскохозяйственный институт. В 1987—1989 годах проходил службу в Вооружённых Силах СССР. Служил в должности начальника секретной части одной из в/ч Приволжско-Уральского военного округа в городе Чебаркуль Челябинской области. После армии продолжил учёбу в институте, на факультете промышленного и гражданского строительства, который окончил в 1993 году.
В августе 1993 года зачислен на службу в ХОЗО Управления Министерства безопасности Российской Федерации по Курганской области. На следующий год зачислен на военную службу в органы госбезопасности. В марте 1994 года назначен на должность оперуполномоченного отдела экономической контрразведки, затем он уже старший оперуполномоченный отделения в городе Шумихе Курганской области. В Шумихе был случай, когда при задержании нарушителя, врезавшегося в нефтепровод, чтобы воровать топливо, два милиционера с автоматами убежали, а А.В. Тюнин с пистолетом остался и задержал преступника.
В мае 1999 года назначен на должность старшего оперуполномоченного отдела экономической безопасности областного управления ФСБ, в связи с чем переехал жить в Курган. В 2000 году подал рапорт о командировании на Северный Кавказ. В марте 2001 года отбыл в командировку в Чечню. Участвовал в боевых операциях по уничтожению полевых командиров. Всего за два месяца пребывания в командировке майор Тюнин был награждён нагрудным знаком «За службу на Кавказе», именным наградным холодным оружием (нож «Скорпион»). В одном из боёв с риском для жизни вынес из-под обстрела раненого товарища. В мае 2001 года представлен к ордену Мужества.
17 июня 2001 года, в ходе оперативно-боевых мероприятий в Аргуне Чеченской Республики, один из задержанных боевиков привёл в действие спрятанную под одеждой гранату. Мгновенно оценив ситуацию, Андрей Тюнин накрыл гранату своим телом, чем спас жизни двух сослуживцев.
Указом Президента Российской Федерации от 10 августа 2001 года, «за мужество и героизм, проявленные при исполнении служебного долга» майору Тюнину Андрею Владимировичу присвоено звание Героя Российской Федерации (посмертно). Президент Российской Федерации В.В. Путин в Кремле в декабре 2001 года вручил медаль «Золотая Звезда» № 736 семье Героя.
Похоронен на Новолесниковском кладбище в селе Лесниково Лесниковского сельсовета Кетовского района Курганской области, ныне село входит в Кетовский муниципальный округ той же области.

## Награды
- Герой Российской Федерации, 10 августа 2001 года
  - Медаль «Золотая Звезда» № 736
- Нагрудный знак «За службу на Кавказе»
- Именное наградное холодное оружие (нож «Скорпион»)
- Почётный гражданин города Кургана, 2010 год, посмертно

## Память
- Приказом директора ФСБ России имя Андрея Тюнина навечно занесено в списки личного состава управления ФСБ по Курганской области.
- В Кургане именем А. Тюнина названо шоссе (участок трассы Р327 от здания УФСБ по Курганской области — ул. Ленина, д.2, до Курганского пограничного института ФСБ России в посёлке Увал).
- В Аргуне именем А. Тюнина названа одна из улиц.
- Имя Героя увековечено на памятнике воинам-зауральцам, погибшим в локальных войнах и вооружённых конфликтах во второй половине XX века. Автор В. А. Епишев, архитектор В. М. Хорошаев. Открыт 23 сентября 2000 года в сквере у МУЧ «Кинотеатр «Звёздный», г. Курган, ул. Пролетарская, 40а — 55°26′33″ с. ш. 65°21′10″ в. д.HGЯO
- В 2005 года Лесниковская средняя школа преобразована в МКОУ «Лесниковский лицей имени Героя России Тюнина А.В.», село Лесниково, КГСХА, 9
  - В лицее есть музей[4].
  - На здании лицея установлена памятная доска — 55°17′50″ с. ш. 65°19′15″ в. д.HGЯO
- Мемориальная доска на главном корпусе Курганской государственной сельскохозяйственной академии имени Т. С. Мальцева, открыта 17 июня, 2015 года, село Лесниково, КГСХА, 15 — 55°17′38″ с. ш. 65°19′23″ в. д.HGЯO
- Мемориальная доска на доме, где жил Герой, село Лесниково, КГСХА, 4 — 55°17′46″ с. ш. 65°19′16″ в. д.HGЯO
- В 2003 году руководство УФСБ по Курганской области учредило ежегодные региональные соревнования по стрельбе из боевого оружия на приз имени Андрея Тюнина.

## Семья
- Отец — Владимир Кириллович Тюнин
- Мать — Екатерина Васильевна Тюнина
- Жена — Екатерина Владимировна Тюнина
- Сын — Гавриил Андреевич Тюнин